# 공학 언어
공학 언어, 엔지니어링 언어(engineered language)는 언어가 어떻게 작동하거나 작동할 수 있는지에 대한 몇 가지 가설을 테스트하거나 증명하기 위해 고안된 구축 언어이다. 철학 언어(또는 이상적 언어), 논리 언어(간혹 로그랭으로 축약됨), 실험 언어라는 세 가지 하위 범주가 있다. 레이먼드 브라운(Raymond Brown)은 공학 언어를 "지정된 객관적 기준에 따라 설계되고 해당 기준을 충족하도록 모델링된 언어"라고 설명한다.
일부 공학 언어는 후보 전역 보조 언어로 간주되었으며 국제 보조 언어로 의도된 일부 언어는 특정 "엔지니어링된" 측면(자연어보다 더 규칙적이고 체계적임)을 갖는다.

## 논리 언어
논리 언어는 명확한 진술을 허용(또는 강제)하기 위한 것이다. 이는 일반적으로 술어 논리를 기반으로 하지만 형식 논리 시스템을 기반으로 할 수도 있다. 가장 잘 알려진 두 가지 논리 언어는 술어 언어인 로글란과 그 후속 언어인 로지반이다. 둘 다 구문적 모호성을 제거하고 의미적 모호성을 최소한으로 줄이는 것을 목표로 한다. 특히, 로지반의 문법은 그러한 술어 논리를 모호하지 않게 표현하기 위해 세심하게 설계되었다. 토아크(Toaq), 에베르반(Eberban)도 논리 언어이다.

## 철학 언어
철학 언어는 특히 주어진 언어의 성격이나 잠재력과 관련하여 철학의 일부 측면을 반영하도록 설계되었다. 존 윌킨스의 리얼 캐릭터(Real Character)와 에드워드 파월 포스터(Edward Powell Foster)의 로(Ro)는 분류 트리를 사용하여 단어를 구성했다. 예를 들어 이가이드(Ygyde)와 같은 올리고합성 언어의 어휘는 작은(이론적으로 최소) 형태소 집합으로 만들어진 복합어로 구성된다. 손자 랑(Sonja Lang)의 도기 보나는 최소한의 단순함을 기반으로 한다.

## 실험 언어
실험 언어는 언어학 이론의 일부 요소를 탐구할 목적으로 설계된 구성된 언어이다. 해당 언어의 대부분은 언어와 사고 사이의 관계와 관련이 있다. 그러나 언어는 언어의 다른 측면도 탐구하기 위해 구성되었다. SF에서는 사피어-워프 가설로 널리 알려진 가정에 대해 많은 작업이 이루어졌다. 수제트 헤이든 엘긴의 라아단은 무음 그룹 이론(muted group theory)을 기반으로 여성에게 중요한 개념과 구별을 어휘화하고 문법화하도록 설계되었다.

## 같이 보기
- 간이언어
- 국제어
- 예술어
- 이스쿠일
- 로지반